# Карл Карлссон Гюлленхельм

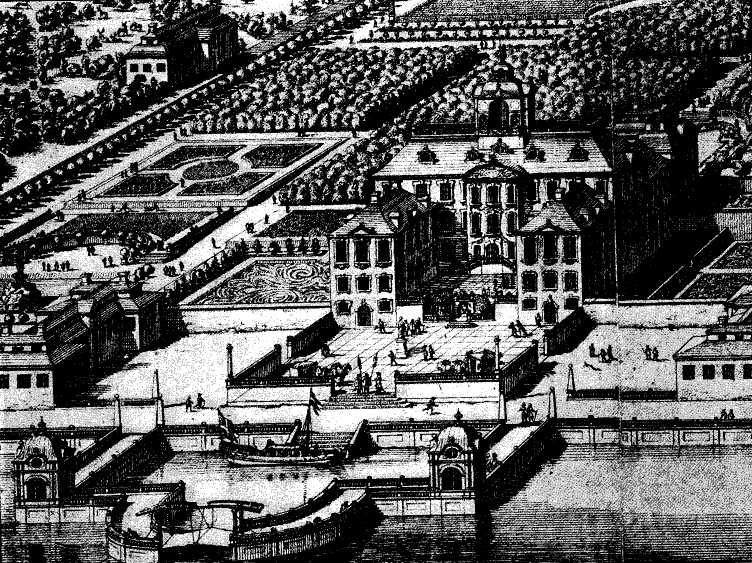
Палац Карлберг

Карл Карлссон Гюлленхельм (швед. Carl Carlsson Gyllenhielm; 4 березня 1574 — 17 березня 1650) — шведський воєначальник і державний діяч, фельдмаршал, барон.

## Біографія
Карл народився поза шлюбом герцога Карла (згодом короля Карла IX) і Карін Нільсдоттер, дочки священника з Естерйотланда. Здобував освіту за кордоном, також йому вдалось побувати у французькому дворі, згодом повернувся до Швеції.
Брав участь в польсько-шведській війні. У 1601 році при облозі Вольмара потрапив в полон. Після того, як він намагався втекти, він був змушений носити праски для ніг протягом останніх шести з половиною років свого полону. Всього йому довелося бути в полоні 12 років, до 1613 року. Провів час у неволі, пишучи та перекладаючи книги. У 1616 році призначений фельдмаршалом, в 1617 — членом риксроду. У 1617—1620 роках — генерал-губернатором Інгерманландії і Приозерського лена, з 1620 року — ріксадмірал. У вересні 1628 року він обіймав посаду голови трибуналу, який був скликаний для розслідування втрати нового військового корабля «Ваза». Після смерті Густава Адольфа в 1632 році Гілленхіелм відповідав за повернення тіла свого брата у Швецію. У 1633—1634 — член регентської ради під час малолітства королеви Христини.
У 1615 році отримав у посаг село Huseby, де організував виробництво заліза, яке лишилось центром шведської промисловості протягом трьох століть. 1629 році він також побудував школу на власні кошти, що вважається першою шведською початковою школою за межами міста, ця школа діяла до 1987 року.
1620—х купив три села, що розташовувалися на території нинішньої комуни Сулена, і в 1630-х на їх місці почав будівництво своєї садиби,  палацу Карлберг (швед. Karlbergs slott från Stadshagen), який після ряду перебудов в наступні епохи став однією з визначних пам'яток Стокгольма. Зараз в палаці розташовується Військова Академія Карлберг.
Він помер 17 березня 1650 року і був похований у церкві Стренгнес.